# 冷たい肉そば

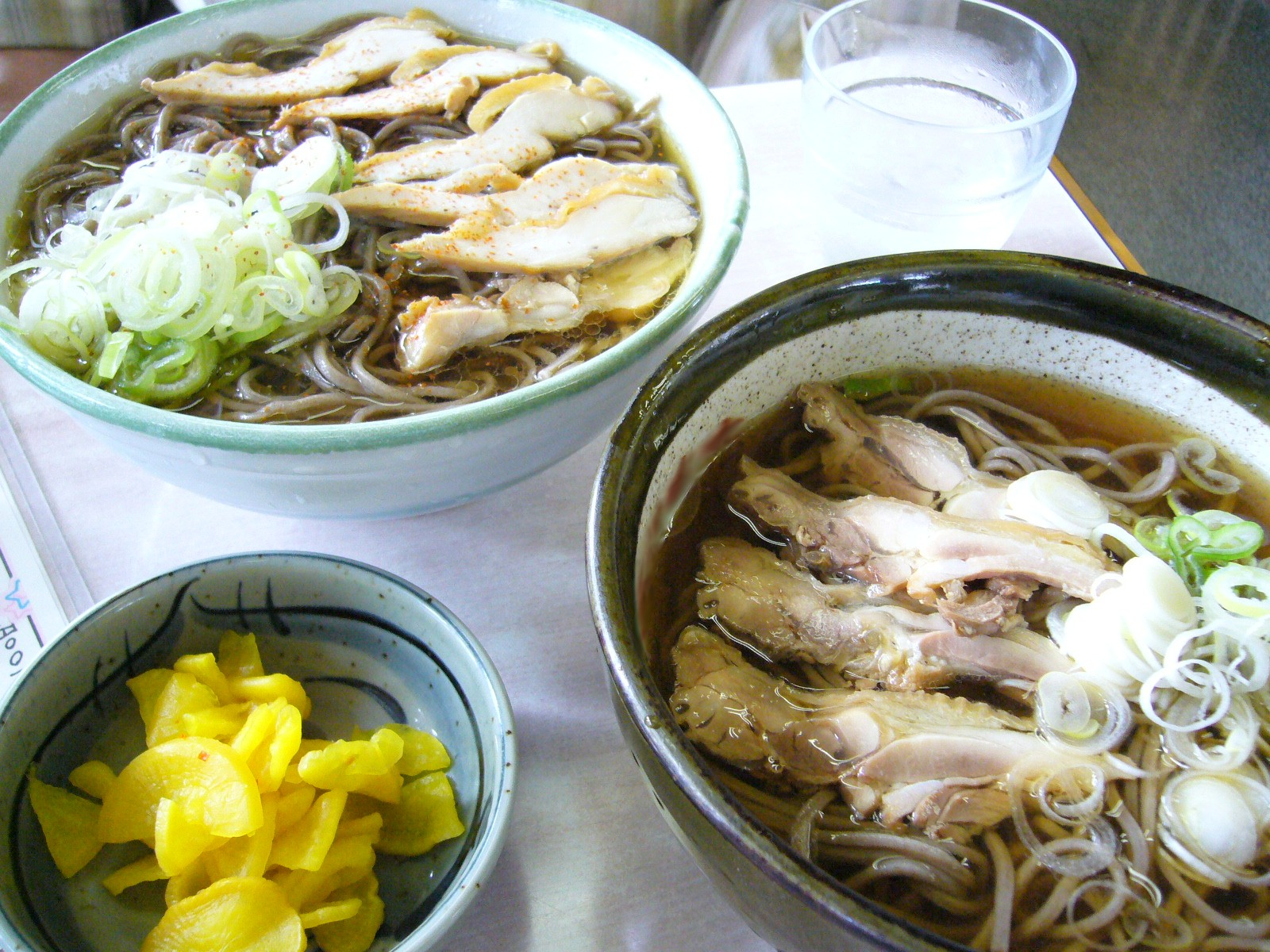
冷たい肉そば

冷たい肉そば（つめたいにくそば）は、山形県河北町谷地（旧谷地町）の名物料理。つったい肉そばとも呼ばれる。蕎麦の替りに中華麺を使用したものは肉中華と呼ばれる。
近年、「山形の冷たい肉そば」との看板を出している店が散見されるが、あくまでも河北町の名物であり山形名物では無い。

## 概要
山形県河北町におけるそばの食べ方の一つ。「冷たい」といっても冷やしラーメンのように、つゆに氷を入れるのではなく、常温で提供される。2018年8月時点では、河北町内で13店が提供している。
具は鶏肉（歯ごたえのある親鶏が中心）とネギがメインで、つゆは鶏骨だしで冷たくしてある。使用する鶏肉は若鳥ではなく、堅めの鶏肉が良いとされる。
冷たい肉そばがどのようにして誕生したのかは定かではないが、以下のような説がある。
- 育ち切ってしまった鶏の有効活用のため[6]。
- 賄い料理として鶏そばが、冷えても脂が固まらずに美味であったため、冷たくして提供するようにした[6]。
- 大正時代に酒が飲める場所はそば店のみであり、馬肉の煮込みで酒を飲んで、締めにそばを食べていたが、ある客が残った馬肉をそばに入れて食べたところ、思いのほか美味であったために、この食べ方が広まった。戦後、調達のしやすさから、鶏肉を用いるようになった[2]。
- 温かい汁だと具の肉を食べているうちにそばが伸びてしまうため、つゆを常温で提供するようにした[2]。
- 客をもてなすのに出前でそばを取る習慣があり、そばが伸びないようにつゆを冷たくした[2]。

河北町のNPOである「かほく冷たい肉そば研究会」が主体となり第6回（2011年）B-1グランプリに出展したことから、日本全国に知られるようになり、河北町（谷地）に冷たい肉そばを食べに来る観光客も急増している。サクランボ狩り目的の観光客と合わせて、例年6月から7月にピークを迎える。2018年にはPR大使を務める最上川司が歌うテーマソング『司の冷たい肉そば音頭』が発売されると共に、常温保存できる土産用肉そばを研究会が開発、発売した。商品パッケージのイラストは最上川司が手掛けている。河北町出身の最上川司がPR大使に任命されている。
隣県の仙台市中心部では2010年代から出店が進み、河北町以上の店舗数がある激戦区となっている。伝統的なスタイルだけではなく、工夫された独自のメニューも提供され人気となっている。